# Jimbolia
Jimbolia – miasto w Rumunii, w okręgu Temesz, w Banacie. Liczy 11 tys. mieszkańców (2006).

## Miasta partnerskie
- Kikinda, Serbia
- Pusztamerges, Węgry